# Preferencia revelada
En microeconomía, la teoría de la preferencia revelada es un método por el cual es posible discernir la mejor opción posible sobre la base del comportamiento del consumidor. En esencia esto significa que las preferencias de los consumidores pueden ser reveladas por sus hábitos de compra. La teoría de la preferencia revelada apareció debido a que las teorías de la demanda del consumidor se basaban en una tasa marginal de sustitución decreciente. Esta tasa estaba fundamentada en el presupuesto de que los consumidores toman decisiones de consumo sobre la base de su intento de maximizar su utilidad. Mientras que la maximización de la utilidad no era un presupuesto controversial, las funciones de utilidad subyacentes no podían ser medidas con gran certidumbre. La teoría de la preferencia revelada era un medio de reconciliar la teoría de la demanda, creando una manera de definir las funciones de utilidad observando el comportamiento. Así, en palabras de Paul Samuelson, gracias a “el descrédito de la utilidad como concepto psicológico” se formuló una teoría que busca separase de los “aspectos introspectivos y hedonistas tanto fisiológicos como psicológicos”.
El concepto fue postulado originalmente por Giovanni Battista Antonelli (San Miniato, Pisa, Italia, 1858 - 1944) y redescubierto y formalizado por el economista estadounidense Paul Samuelson (1915 -2009).

## Teoría
Si una persona escoge cierto conjunto de bienes (por ejemplo, 2 manzanas, 3 peras), pudiendo comprarse otro conjunto de bienes (por ejemplo, 3 manzanas, 2 peras), entonces se dice que el primer conjunto se revela como preferido frente al segundo. Es entonces cuando se asume que el primer conjunto de bienes es siempre preferido ante el segundo. Esto significa que si alguna vez el consumidor compra el segundo conjunto de bienes, entonces se asume que no puede pagar el primer conjunto de bienes. Esto implica que las preferencias son transitivas. En otras palabras, si se tiene los conjuntos A, B, C, ..., Z, y A se revela como preferido a B que es preferido a C y así, entonces se concluye que A se revela como preferido a C hasta Z. Con esta teoría, los economistas pueden trazar curvas de indiferencia que se adhieren a modelos ya desarrollados de la teoría del consumidor.

### Axioma débil de la preferencia revelada
El axioma débil de la preferencia revelada es una característica en el comportamiento de decisión de un agente económico. Por ejemplo, si un individuo escoge A y nunca B cuando se enfrenta con una elección de ambas alternativas, nunca debe escoger B cuando se enfrente con una elección de A, B y algunas opciones adicionales. Esto es, si B nunca se escoge cuando A está disponible, entonces no puede haber presupuesto dado que contenga ambas alternativas, para que B sea escogido y no A.

### Axioma fuerte de la preferencia revelada
El axioma fuerte de la preferencia revelada es equivalente al axioma débil de las preferencias reveladas, excepto que no se permite que el consumidor sea indiferente entre los dos paquetes que se comparan. Si por ejemplo, A se revela directamente como preferido a B, y B se revela directamente como preferido a C, entonces A se considera revelado indirectamente como preferido a C. Es posible que A y C sean (directa o indirectamente) revelados como preferibles entre sí al mismo tiempo, creando un bucle. En terminología matemática, esto dice que se viola la transitividad. La transitividad es útil ya que puede revelar información adicional al comparar dos paquetes separados de restricciones presupuestarias.

### Axioma generalizado de preferencia revelada
El axioma generalizado de preferencia revelada es una generalización del axioma fuerte de preferencia revelada. Es el criterio final requerido para que la constancia pueda ser satisfecha para asegurar que las preferencias de los consumidores no cambien. Este axioma explica las condiciones en las que dos o más paquetes de consumo satisfacen niveles iguales de utilidad, dado que el nivel de precios permanece constante. Cubre circunstancias en las que la maximización de la utilidad se logra mediante más de un paquete de consumo. Para satisfacer el axioma generalizado de preferencia revelada, un conjunto de datos tampoco debe establecer un ciclo de preferencia. Por tanto, al considerar las cestas {A, B, C}, la cesta de preferencia revelada debe ser un par de orden acíclico.

## Críticas

### Las preferencias no son reveladas
Tanto Sen como Hausman sostienen que no es posible determinar las preferencias de un consumidor teniendo en cuenta únicamente sus elecciones. Sen menciona los problemas que surgen del hecho de que las personas eligen sin hacer un análisis detallado de todas las alternativas y que, por tanto, sus verdaderas preferencias puedan ser distintas de lo elegido; también alude al cambio que la publicidad produce en las preferencias.

### Supuestos restrictivos
Los supuestos de que el consumidor gasta enteramente su renta, y que siempre quiere tener más bienes que menos; que elige una única cesta de consumo para cada renta de que dispone, dado un vector de precios, son demasiado restrictivos. Si elige la cesta A habiendo podido elegir B, y luego con otros precios compra B, se asume ahora no puede pagar A (porque gasta toda su renta). Gracias a estos supuestos restrictivos se puede sostener que las preferencias de los consumidores son completas y transitivas, y que por lo tanto adoptan un comportamiento racional maximizador.

### Axioma de completitud
El axioma de completitud también es criticado ya que el consumidor puede elegir entre dos o más opciones sin estar seguro de que la opción que escoja sea su preferencia. Se muestra indeciso ya que no tiene información suficiente sobre lo que va a escoger o no tiene claro cual es el orden de su preferencia, pero aun así escoge una opción porque sabe que el costo de no escoger sería peor que escoger entre una de las opciones. Un ejemplo podría ser el de un cliente nuevo de un restaurante exótico, al no haber probado nunca los platos en cuestión elegiría sin establecer un orden.

### Constancia en el tiempo
La teoría de las preferencias reveladas requiere que las elecciones sean independientes de la secuencia en que éstas se realicen Si este no fuera el caso, todo lo que podemos decir es que una acción, en un punto específico de tiempo, revela parte de la escala de preferencia de un hombre en ese momento, si las preferencias evoluciona con el tiempo, no es posible basarse en las preferencias reveladas pasadas porque éstas dejan de ser válidas en el futuro. Los teóricos de la preferencia revelada asumen la constancia, además de un comportamiento de racionalidad y conocimiento perfecto. La consistencia significa que una persona mantiene un orden transitivo de rango en la escala de preferencia (si A es preferido a B y se prefiere B a C, entonces A se prefiere a C). Pero el procedimiento de preferencia revelada no se basa en esta hipótesis tanto como en el supuesto de la constancia; o sea que un individuo mantiene la misma escala de valores en el tiempo. Se afirma que ninguna teoría válida puede construirse sobre una suposición de constancia.

### Inaplicable
Es inaplicable en modelos que involucran una maximización intertemporal de una función de utilidad, como la mayoría de los modelos dinámicos de macroeconomía. Mas-Colell al definir ’utilidad intertemporal’ parten de preferencias entre secuencias o cadenas de consumo c = (c¹,...,cⁿ,...), donde los superíndices son fechas futuras. Decir que un agente prefiere x a y, es decir que prefiere (x¹,...,xⁿ,...) a (y¹,...,yⁿ,...). Pero ello claramente no puede revelarse en las elecciones de los agentes porque incluyen elecciones a ser tomadas en el futuro, y deberían revelar en una elección futura que prefiere xⁿ a yⁿ.

### Dependencia del contexto
Hausman no solo señala la inaplicabilidad de la teoría de las preferencias reveladas a las preferencias que evolucionan, sino también a la cuestión de la independencia del contexto. Como el mismo Hausman señala, para que la teoría de las preferencias reveladas sea válida, las elecciones del consumidor deben ser independientes del contexto, pero esto es difícilmente válido. En un artículo que realiza un estudio empírico de la teoría de las preferencias reveladas, Koo realiza un estudio sobre el consumo de alimentos de 250 familias durante ocho años, con información semanal. La información incluía costo de la comida comprada, la cantidad de comida producida en la propia casa o recibida como regalo, las comidas fuera de casa en restaurantes, las comidas servidas a invitados, las comidas en las que se era invitado, etcétera. En las conclusiones señala que “la parte sustantiva del estudio es más difícil de determinar” y que “deberían hacerse correcciones en las compras de comidas de algunos hogares debido al uso de freezers, productos enlatados y el aumento de huertas hogareñas”. Parece bastante evidente que el contexto es muy necesario para determinar cuáles son las verdaderas preferencias.

### Más de dos opciones
Si no existen sólo dos opciones, como pueden ser una manzana y una naranja, y se eligió una naranja, a continuación, se puede decir que una naranja se revela con preferencia sobre la manzana. En el mundo real, cuando se observa que un consumidor compró una naranja, es imposible decir qué opciones buenas o conjunto de bienes o de comportamiento fueron descartados en lugar de comprar una naranja. En este sentido, la preferencia no se revela en absoluto.

### Preferencia estricta e indiferencia
En la teoría es imposible distinguir mediante la observación del comportamiento entre preferencia estricta y preferencia amplia. La axiomatización indica que x es "estrictamente preferido a "y si y sólo si x es "al menos tan bueno como y", pero no ocurre que y sea "al menos tan bueno como x". El problema surge porque si bien es observable que el consumidor elige x pudiendo elegir y, no es posible observar la "no elección" de y.

### Razonamiento Circular
Al explicar la maximización de la utilidad (y por lo tanto la formación de precios) recurre a un razonamiento circular: se supone que el consumidor en su comportamiento está revelando que maximiza la utilidad, y al mismo tiempo se sostiene que esa “revelación” demuestra que está maximizando utilidad. En otros términos, se sostiene (sin demostración de por medio) que los supuestos sobre las curvas de preferencia, y las tasas marginales de sustitución elaboradas por el consumidor se manifiestan en las elecciones de bienes efectivamente observadas. Y luego se afirma que estas elecciones prueban que los supuestos sobre el comportamiento del consumidor son válidos.

### Pseudociencia
El filósofo argentino Mario Bunge critica a la teoría de preferencias reveladas por considerarla pseudocientífico. Según su crítica, el consumidor no suele ordenar sus preferencias. Además la abstracción de las cualidades objetivas del producto o conjunto de productos evaluado trae consigo problemas metodológicos graves. Bunge argumenta que "Aunque todos los animales (no sólo los seres humanos) tienen preferencias, los psicólogos descubrieron a fines de los años 1950 y comienzos de los 1960 que la mayoría de nosotros no somos coherentes en nuestras preferencias: o sea no siempre somos capaces de ordenar los objetos que evaluamos. En efecto a menudo preferimos A a B y B a C, pero no A a C. Además los economistas tratan las preferencias como datos, en lugar de investigar los mecanismos psicológicos y sociales de la formación de preferencias. Para peor suelen tratar las preferencias de manera irrealista, por guiarse por consideraciones de precio (o valor de cambio) antes que de necesidad (o valor de uso). En efecto, una idea central de la teoría del consumidor es que dos haces cualesquiera de mercancías, copuestas por objetos de las mismas clases, pero en cantidades diferentes, son equivalentes si tienen el mismo precio. Según esto, cualquier consumidor racional debiera ser indiferente entre una cesta que contiene 9 panes y 1 kilogramo de mantequilla, y otra que contiene 1 pan y 3 kilogramos de mantequilla. Las necesidades objetivas no desempeñan ningún papel en la construcción de curvas de indiferencia, las que son fantásticas para el consumidor común aunque tienen sentido para el acaparador. Y, puesto que la construcción de las funciones de utilidad se funda sobre tales curvas de indiferencia todo el edificio de la microeconomía clásica es un artefacto que apenas tiene relación con la realidad".